# Surveyor-programmet
Surveyor-programmet var en serie af NASA's månesonder til at undersøge måneoverfladen, inden astronauter blev sendt af sted. En udbredt teori i 1950'erne gik ud på, at Månen var dækket af et to meter tykt lag af støv. Der var endda designet månehuse, der kunne flyde i støvet. Da Månen er uden atmosfære, måtte Surveyorsonderne udstyres med en kraftig bremseraket. I 83,7 km højde tændtes bremseraketten. I 11,72 km højde blev bremseraketten bortkastet. Små styreraketter udførte den videre nedbremsning indtil 4,27 m, hvor de blev frakoblet, for at undgå at udstødningen blæste støvet væk. Landingsstødet blev optaget af deformation af aluminium i bikagestruktur. Surveyor stod på tre ben og var soldrevet. På måneoverfladen er der sollys i 14 dage og mørke i 14 dage. Kun én surveyorsonde overlevede natten.
De første Surveyorsonder skulle undersøge de ækvatoriale områder, hvor Apollo-astronauterne kunne lande. Surveyor 3 var oven i købet i gå-afstand til den senere Apollo 12, så astronauterne skrællede den for dele. Det viste sig senere at streptokokker havde overlevet to år på Månen i dvale. Surveyor 7 blev landsat langt fra de potentielle Apollolandingsområder, som et selvstændigt forskningsprojekt.

Surveyor betyder opmåler og de blev opsendt med Atlas-Centaur-raketter. Da man kortvarigt tændte Surveyor 6's styreraketter på måneoverfladen, flyttede den sig så meget, at de gamle og nye billeder af omgivelserne var stereoskopiske. De sidste tre Surveyorsonder kunne grave i "jorden" og analysere regolitten.

## Missioner
- Surveyor 1, 30. maj 1966 — Oceanus Procellarum (Stormenes Hav), overlevede én månenat.
- Surveyor 2, 20. september 1966 — knustes ved krateret Kopernikus.
- Surveyor 3, 17. april 1967 — Oceanus Procellarum.
- Surveyor 4, 14. juli 1967 — Sinus Medii (Centrale Bugt), radiokontakt mistet ved landing.
- Surveyor 5, 8. september 1967 — Mare Tranquillitatis (Stilhedens Hav).
- Surveyor 6, 7. november 1967 — Sinus Medii.
- Surveyor 7, 7. januar 1968 — landede i nedfaldet fra Tychokrateret.